# Svartvitt (musikgrupp)
Svartvitt var en rockgrupp från Göteborg.
Medlemmar i gruppen var Jörgen Armstrong (trummor), Håkan Bjärsdal (elbas), Gerda Persson (sång), Krister Pettersson (klaviatur) och Bernt Wahlsten (gitarr). De hade spelat tillsammans sedan 1976 och bildade konstellationen Svartvitt 1979. De skivdebuterade samma år med singeln Vinden har vänt/Vad spelar det för roll, vilken utgavs i egen regi och sålde i 500 exemplar, men knöts därefter till skivbolaget Nacksving. Bandet spelade eget material, huvudsakligen skrivet av Bernt Wahlsten.  De utgav senare musikalbumen Svartvitt (Nacksving 031-38, 1980) och En fin tid (Nacksving, TR 031-52, 1983) samt singlarna Solsting/Gasmannen (Nacksving 45-11, 1980) och Jag måste Härifrån /Alla vill in vid filmen (Nacksving, TR 45-13, 1982). Gerda Persson medverkade även på Ensamma Hjärtans album Nam Nam (1981).